# Zgromadzenie Narodowe (Nikaragua)
Zgromadzenie Narodowe (hiszp. Asamblea Nacional) – jednoizbowy parlament Nikaragui, główny organ władzy ustawodawczej w tym kraju. Składa się z 92 członków wybieranych na pięcioletnią kadencję. 
Siedemdziesięciu deputowanych pochodzi z wyborów przeprowadzanych w siedemnastu wielomandatowych okręgach wyborczych. Kolejnych dwadzieścia mandatów obsadzanych jest w istniejącym równolegle okręgu obejmującym cały kraj. Oprócz tego, członkiem Zgromadzenia z urzędu jest poprzedni prezydent Nikaragui (zajmujący to stanowisko bezpośrednio przed obecną głową państwa), a także polityk, który w ostatnich wyborach prezydenckich uplasował się na drugim miejscu. 
Czynne prawo wyborcze przysługuje obywatelom Nikaragui zamieszkującym w dniu wyborów na terytorium kraju i mającym ukończone 16 lat. Kandydaci muszą mieć ukończone 21 lat i posiadać obywatelstwo kraju od urodzenia (wykluczeni są obywatele naturalizowani). 